# Liriomyza pseudopygmina
Liriomyza pseudopygmina är en tvåvingeart som beskrevs av Erich Martin Hering 1933. Liriomyza pseudopygmina ingår i släktet Liriomyza och familjen minerarflugor.
Artens utbredningsområde är Tyskland. Arten har ej påträffats i Sverige. Inga underarter finns listade i Catalogue of Life.